# Emilio '90
Emilio '90 è stato un programma televisivo italiano di genere comico, andato in onda dall'8 giugno al 9 luglio 1990 su Italia 1.

## Produzione
Emilio '90 era l'edizione speciale di Emilio sui Mondiali di calcio di Italia '90. L'originale taglio della trasmissione, preannunciato dalla sigla che parodiava un noto spot pubblicitario di allora, si proponeva di accontentare tanto il pubblico maschile quanto quello femminile: quest'ultimo, comprensibilmente, temeva infatti di rimanere trascurato durante il periodo in cui si sarebbe svolta l'importantissima manifestazione calcistica. Sempre in virtù di questo taglio, Emilio '90 contrapponeva l'aspetto sportivo della manifestazione a quello sociale: con la loro caratteristica satira di costume, Zuzzurro e Gaspare sottolineavano di volta in volta (spesso coadiuvati da Pistarino e dalle sue battute) gli aspetti più significativi dei Mondiali.
Il programma cominciava generalmente con una sorta di editoriale a cura di Zuzzurro e Gaspare, ma l'ordine delle rubriche non era fisso e talvolta i componenti del cast si scambiavano i ruoli e i tormentoni fra loro, finendo con l'interagire a turno con i personaggi fuori campo (il sindaco di Montezemolo e Kinder), che inizialmente parlavano solo con Gaspare. In un paio di puntate è comparsa anche Giannina Facio, già facente parte della redazione dell'edizione standard di Emilio, per commentare i risultati della Nazionale di calcio della Costa Rica, che a Italia '90 si era qualificata per la prima volta nella sua storia agli Ottavi di un campionato mondiale.
Il programma andava in onda alle 19:30, ossia mezz'ora dopo la fine delle partite pomeridiane e un'ora e mezza prima dell'inizio di quelle serali; questa particolare circostanza rendeva tanto avventurosa quanto originale la conduzione del programma, talvolta soggetta a ritardi e spesso affidata alle capacità improvvisative dei suoi autori, come testimonia Gaspare: 
Queste caratteristiche particolari sono state premiate da un buon successo di pubblico: "Emilio 90 andò molto bene, sia come ascolti sia come gradimento". Ciò malgrado, Emilio non ha avuto un seguito, benché parte del suo cast sia poi confluito nella trasmissione Dido... menica (1992-93).

## Altri ruoli
Ad Athina Cenci (sostituita da Dominique Chalbot alla guida della redazione) era affidata la rubrica "Il pallone può attendere", dedicata al pubblico femminile, oltre a un piccolo commento sui risultati della giornata ("Oltre il pallone") in cui la caporedattrice faceva comicamente sfoggio della propria incompetenza calcistica, mentre Peo Pericoli rappresentava, in perfetta contrapposizione, il tifoso incallito e propenso al chiasso, alla violenza e alle molestie nei confronti delle ragazze della redazione. Gabriella Golia doveva invece contenere le sfuriate di Gene Gnocchi, che dal canto suo (nell'ambito della rubrica "Ritiro d'ossier") gestiva anche una sgangherata tenuta "Luca Gnocchi De Montezemolo" che avrebbe dovuto ospitare le nazionali partecipanti del torneo. Nella rubrica "Ditelo a Chiara", Chiara Sani si occupava di intervistare la gente comune sull'andamento dei Mondiali mentre Carlo Pistarino, suo rivale e vittima dell'intera redazione, intervistava gli indigeni di Santo Domingo sullo stesso argomento nell'ambito della rubrica "Merenghe" o - nella veste di sindaco di Montezemolo - veniva intervistato a sua volta da Ezechiele all'interno di un'altra rubrica ("Inciuci"). 
Esterni alla trasmissione, dal momento che intervenivano in collegamento o soltanto via audio, il sindaco di Montezemolo con i suoi tormentoni ("Non c'è acqua", "Ma va!", "Quando devo tacere io taccio") e Kinder con la sua mucca Ugo ("la mucca che fa un latte che sembra un sugo"), l'unica capace di fare le imitazioni.

## Cast
Il cast, ridotto rispetto a quello di Emilio, comprendeva: Zuzzurro e Gaspare (anche autori), Dominique Chalbot (caporedattrice in sostituzione di Athina Cenci, i cui contributi erano quasi esclusivamente registrati), Carlo Pistarino (l'apprendista), Gene Gnocchi (un calciatore deluso per la mancata convocazione in Nazionale), Teo Teocoli (l'ultrà Peo Pericoli), Gabriella Golia e Chiara Sani (giornaliste).

## Personaggi
Personaggi di Zuzzurro
- Zuzzurro, il famosissimo commissario, sempre in coppia con Gaspare.
- Ezechiele detto "Gambuccia", spericolato e zoppicante cameraman con una gamba di legno, autore di alcuni servizi con Athina Cenci e il sindaco di Montezemolo.
- Kinder, un tecnico dal forte accento svizzero collegato via satellite con la redazione. Incaricato di inviare le immagini delle partite, viene regolarmente meno al suo compito.
- Michetta, amico muto di Bistecca e di Peo Pericoli.

Personaggi di Pistarino
- Il sindaco di Montezemolo, simpatico e logorroico "primo cittadino" adirato con Luca Cordero di Montezemolo per non aver scelto il suo paese tra le sedi del Mondiale. Questo non è l'unico cruccio del sindaco fanfarone, afflitto anche dalla cronica mancanza d'acqua e di attrattive del suo Comune (regolarmente e perfidamente sottolineata da Gaspare). Cammina ad ampie falcate avanti e indietro per la sala e, per via della gesticolazione caricata e teatrale, esce più volte dal campo di ripresa e finisce rivolto contro la parete della sua sala anziché verso la telecamera.
- Bistecca, amico e compagno di terzo anello di Peo Pericoli.
- L'inviato da Santo Domingo, dove assieme a Gaspare intervista gli autoctoni per scoprire se i Mondiali interessino anche a loro, con esiti puntualmente negativi.

Personaggi di Teo Teocoli
- Peo Pericoli. Tifoso sfegatato del Milan e della Nazionale, dalle improbabili sopracciglia esagerate e dalla tipica pronuncia stridente (Frasi celebri: "Ma vieni carogna!", "Amiciiiii!")

## Rubriche
- L'editoriale di Gaspare e Zuzzurro: uno dei pochi appuntamenti fissi della trasmissione, in genere con funzione introduttiva. Era già una rubrica fissa di Emilio.

- L'angolo del sindaco di Montezemolo: altro appuntamento molto regolare del programma. Uno scatenato Pistarino si sbraccia per pubblicizzare le meraviglie del paese.

- Il collegamento via satellite con Kinder: questa rubrica vede Gaspare alle prese con uno svizzero (interpretato da Zuzzurro) che dovrebbe inviargli le immagini delle partite della giornata, un'impresa che si rivela sempre infruttuosa.

- Merenghe: inviati a Santo Domingo, Pistarino e Gaspare (il primo assai più del secondo, che passa il tempo a riposarsi o a far baldoria, salvo poi accusare Pistarino d'incompetenza) intervistano gli indigeni per verificarne le conoscenze sul mondiale italiano, ma quelli, del tutto ignari dell'argomento, danno sempre risposte deludenti e fuori luogo.

- Il commento sportivo di Peo Pericoli: sempre in coppia (e in lite) con Gaspare, e talvolta con gli amici Bistecca e Michetta, Peo fa il punto sugli incontri di Italia '90.

Le rubriche seguenti sono più sporadiche:

- Inciuci: collegamento con Montezemolo e col relativo sindaco. Le riprese, a cura del claudicante Ezechiele, rendono surreali i servizi (che in apparenza dovrebbero promuovere il turismo nell'amena località) e fanno adirare l'irriducibile primo cittadino.

- Il pallone può attendere, ossia la posta di Athina Cenci. Anche in questo caso Ezechiele, incaricato delle riprese, funge da disturbatore ai danni della caporedattrice, che legge le missive immaginarie delle donne indispettite dai nefasti effetti di Italia '90 sui loro mariti.

- Ditelo a Chiara: Chiara Sani domanda agli italiani cosa ne pensino delle vicende del Mondiale, per la rabbia di Pistarino, rivale di Chiara in apprendismo giornalistico.

- Ritiro d'ossier: collegamento con Gene Gnocchi e con la tenuta "Luca Gnocchi de Montezemolo", dove di volta in volta è attesa (sempre invano) una delle squadre che partecipa al mondiale. Assieme all'editoriale di Gaspare e Zuzzurro, questa è la sola rubrica che fosse già presente in Emilio, sia pure con un nome in parte modificato (Emilio d'ossier). 

- Oltre il pallone: il commento strampalato di Athina Cenci sulle vicissitudini di Italia '90.

## La sigla
La sigla di Emilio '90, ricalcata sullo spot del profumo Égoïste, mostra un condominio in cui uomini e donne litigano perché i primi, per vedersi i Mondiali, trascurano le seconde; allo stesso Emilio '90 è affidato un ruolo di pacificazione. I condòmini riacquistano la calma aprendo e chiudendo le finestre al gioioso grido di "Emilio '90!". Il commento musicale della sigla è diviso in due parti: la prima, violentissima, cita l'Ouverture Coriolano di Beethoven mentre la seconda, più conciliante, riprende il tema della canzone Amapola.